# دروازه (رمان)
دروازه (به انگلیسی: Gateway)، نام رمانی علمی–تخیلی از فردریک پوهل است که در سال ۱۹۷۷ منتشر شد. پس از این کتاب، دنباله‌های دیگری نیز برای آن نوشته شد که با نام حماسهٔ هیچی (HeeChee saga) شناخته می‌شود. پوهل برای این کتاب موفق به دریافت جوایز بسیاری از جمله جایزه نبولا، جایزه هوگو، جایزه لوکس و جایزهٔ جان دبلیو. کمپل شد.
فردریک پوهل در سال ۱۹۸۰ دنباله‌ای بر آن نوشت که با نام فراسوی افق رخداد آبی منتشر شد.

## داستان
داستان آن در آینده می‌گذرد. ایستگاهی فضایی در یک سیارک میان‌تهی کشف می‌شود که متعلق به تمدنی فرازمینی و بسیار کهن به نام Heechee است. شرکتی با نام شرکت دروازه (Gateway corporation) که از سوی ایالات متحده آمریکا، اتحاد جماهیر شوروی، آسیای خلق جدید، کنفدراسیون ونوس و ایالات متحدهٔ برزیل اداره می‌شود مامور کنترل و پژوهش دربارهٔ این ایستگاه فضایی می‌شود.
در این ایستگاه، نزدیک به هزار سفینهٔ فضایی وجود دارد که انسان‌ها به روش آزمایش‌وخطا و با دادن تلفات بسیاری موفق می‌شوند تا حد کمی با ناوبری این سفینه‌ها آشنا شوند. کنترل‌های مربوط به انتخاب مقصد مشخص می‌شوند اما اینکه این مقاصدِ از پیش تعیین‌شده در کجا هستند و سفر رفت‌وبازگشت چقدر طول می‌کشد مشخص نیست. بسیاری از سفرهای فضایی با این سفینه‌ها به فاجعه ختم می‌شوند و انسان‌های سرنشین آن یا کشته می‌شوند یا اینکه نمی‌توانند برگردند و معلوم نمی‌شود چه بر سر آن‌ها می‌آید. مقصد برخی از تنظیمات سفینه‌ها به مکان‌های بی‌فایده یا مرگ‌آور است و امکان تمام شدن آذوقهٔ غذایی و اکسیژن سرنشینان نیز وجود دارد. با این همه، تعداد اندکی از این سفرها موفقیت‌آمیز است و تکنولوژی‌های بدست‌آمده از آن، ثروت بسیاری را نصیب شرکت دروازه می‌کند.
با وجود این همه خطر، انسان‌های بسیاری حاضرند با سختی‌های بسیار و با دادن هزینه‌های هنگفت، خود را از زمینی که دیگر به سیاره‌ای پرجمعیت، کثیف و فقیر تبدیل شده به دروازه برسانند و پس از گذراندن دوره‌های لازم به عنوان خدمه این سفینه‌ها به فضا بروند تا بتوانند به ثروت و شهرت برسند. یکی از این افراد، رابینت برودهد (Robinette Stetley Broadhead) است که روایت داستان را نیز برعهده دارد. او در معدن‌های سنگ‌های رسوبی کار می‌کرد که از نفت مابین لایه‌های آن برای تأمین بخشی از پروتئین مورد نیاز بشر استفاده می‌شود. او جایزه لاتاری را می‌برد و با پول آن خود را به دروازه می‌رساند تا بتواند به آرزوی خود برسد و یکی از شکارچیان گنج‌های تمدن هیچی شود.